# Zweitschlag
Als Zweitschlag wird die Reaktion auf einen Erstschlag bezeichnet. Seit dem Kalten Krieg steht dieser Begriff aus der Nuklearstrategie für den als unmittelbare militärische Reaktion auf einen Angriff mit Kernwaffen geführten „Vergeltungsschlag“.

## Zweitschlagfähigkeit

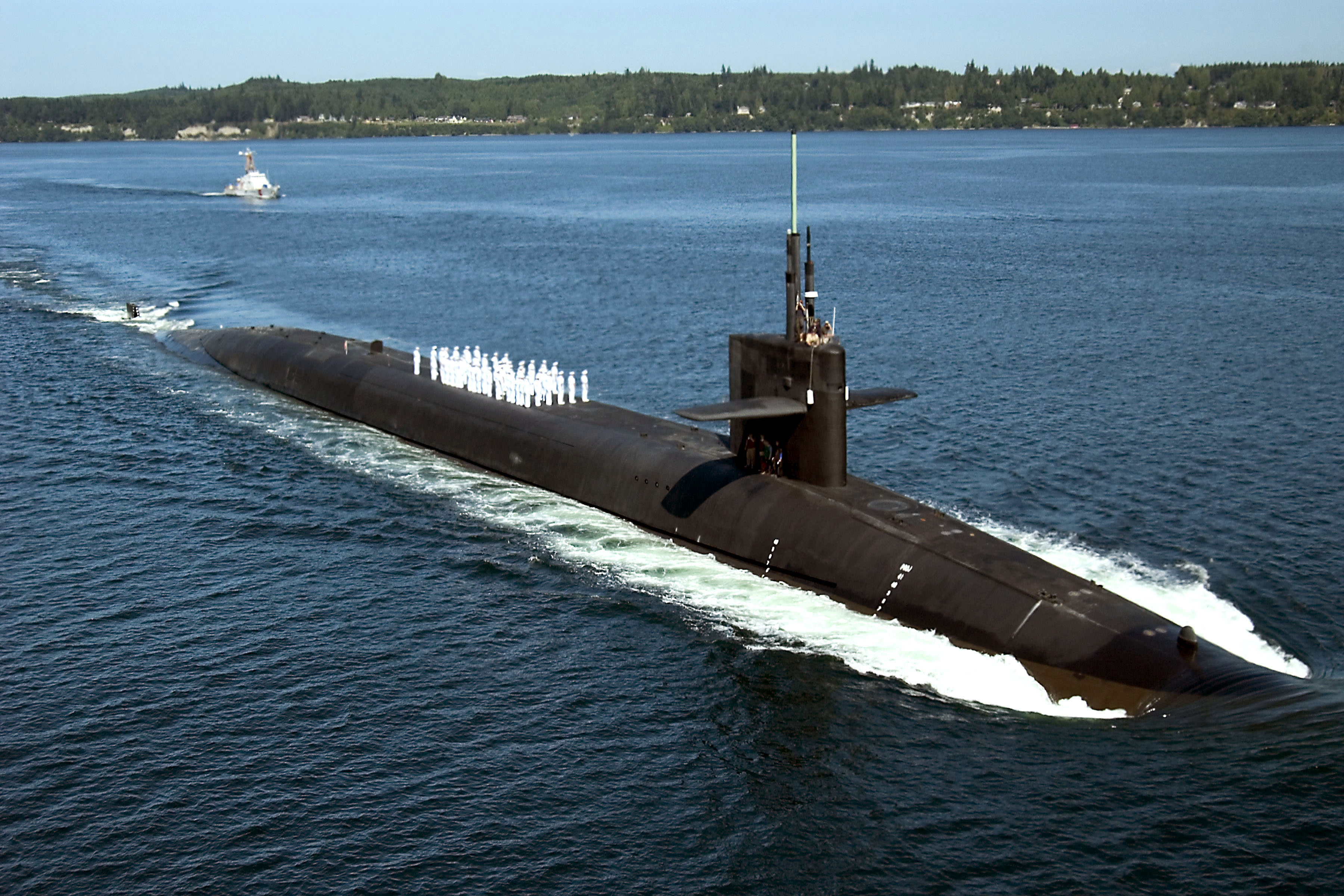
US-amerikanisches Atom-U-Boot der Ohio-Klasse, eine typische Zweitschlagwaffe

Um selbst nach einem massiven Erstschlag noch in der Lage zu sein, einen Zweitschlag zu führen, entwickelten die Atommächte folgende Konzepte:
- Besonders stark geschützte, versteckte und/oder mobile Interkontinentalraketen, die auch nach einem nuklearen Angriff, der große Landstriche sowie die Infrastruktur zerstört hätte, die Möglichkeit zu einem verheerenden Gegenschlag bieten;
- strategische Unterseeboote, die mit seegestützten Interkontinentalraketen bestückt „Abschreckungspatrouille“ fahren;
- Langstreckenbomber mit nuklearbestückten Marschflugkörpern oder Atombomben.

Diese Dreiteilung, die sogenannte „nukleare Triade“, soll die Zweitschlagfähigkeit gewährleisten, da es unwahrscheinlich ist, dass alle Kernwaffen bei einem Erstschlag vernichtet werden können.

## Auswirkung
Das Bewusstsein, trotz der Durchführung eines atomaren Erstschlags dennoch durch den nuklearen Gegenschlag des Gegners untragbare Verluste zu erleiden, wird als ein wichtiger Faktor angesehen, der einen nuklearen Angriff verhindert und somit den Frieden durch Abschreckung gesichert hat (Mutual assured destruction). Daraus entstand die Doktrin vom Verzicht auf den Ersteinsatz nuklearer Waffen.

## Zweitschlagkapazitäten
Wichtigste Vorrichtungen und Waffensysteme für den Zweitschlag sind:
- Interkontinentalraketen wie die sowjetische SS-18 oder die US-amerikanische Peacekeeper (bis 2005)
- Atom-U-Boote
- Raketensilos
- mobile Abschussrampen (Sowjetunion/Russland) auf Straße und Schiene
- atomar bestückte Marschflugkörper
- die automatische Kommandozentrale Tote Hand der Sowjetunion, die auch im Falle der Ausschaltung der politischen Führung durch Freigabe der Waffen einen Zweitschlag einleiten sollte. Die Amerikaner unterhielten mit Looking Glass ein vergleichbares System.